# Monument historique

Logo historické památky představuje labyrint z katedrály v Remeši

Monument historique (česky doslovně Historická památka) je ve Francii označení pro významné historické a kulturní pamětihodnosti, které podléhají ochraně. Označení je tak ekvivalentem kulturní památky či národní kulturní památky v České republice. Uznání veřejného zájmu se vztahuje zejména na památky spojené s historií nebo uměním. Této ochraně mohou podléhat i movité předměty, které v určitém prostředí mají také historický význam např. nábytek, zvony, kalichy apod. Dnes je ve Francii přes 40 000 takto chráněných památek. Za jejich evidenci je odpovědné francouzské ministerstvo kultury. Údaje o chráněných stavbách jsou zpřístupněny v Base Mérimée.

## Historie
V roce 1830 ministr vnitra jmenoval spisovatele Ludovica Viteta (1802–1873) hlavním inspektorem historických památek. V roce 1834 jej nahradil spisovatel Prosper Mérimée. Posláním inspektora bylo určit významné pamětihodnosti a vyčlenit finanční prostředky na jejich údržbu a obnovu. 29. září 1837 byla založena Komise pro historické památky, složená ze sedmi dobrovolníků.
V 1840 zveřejnila komise první seznam čítající 1034 historických památek, mezi nimiž byly menhiry v Carnacu, klášter Vézelay, bazilika Saint-Denis, katedrála Notre-Dame v Remeši, katedrála sv. Petra v Beauvais aj. Tento první seznam obsahoval pouze památky prehistorické, starověké a středověké z 5. až 16. století. Všechny byly majetkem státu, departementů nebo obcí.

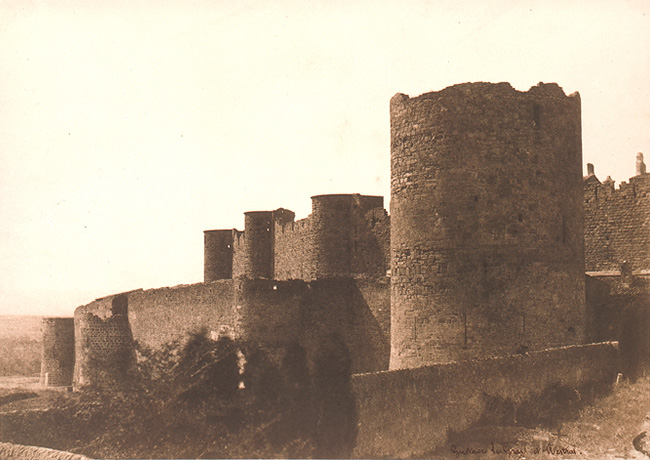
Gustave Le Gray: Hradby v Carcassonne

V roce 1851 vyhlásila francouzská vládní organizace Commission des Monuments historiques (Úřad historických památek) misi Mission héliographique. Úkolem mise byla fotografická dokumentace architektonických památek ve Francii, především významné historické a kulturní pamětihodnosti podléhající ochraně a zahrnuté do Monument historique. Skupinu tvořili fotografové Gustave Le Gray, Auguste Mestral, Édouard Baldus, Hippolyte Bayard a Henri Le Secq.
Mezi dalšími fotografy, kteří se zajímali o Monument historique byl například Séraphin-Médéric Mieusement nebo Jean-Eugène Durand.
Zákon ze 30. března 1887 stanovil poprvé kritéria a postup při klasifikaci a zákon z 21. dubna 1906 zavedl možnost zařazovat i přírodní památky. Zákon ze 31. prosince 1913 upravil klasifikační kritéria. Téhož roku byly mezi historické památky zařazeny i Palais du Luxembourg, Palais du Louvre a Versailles.
Během 20. a 30. let 20. století se mezi historické památky dostávají i soukromé objekty, např. královské solné doly v Arc-et-Senans (1926). Rovněž se posouvá hranice doba vzniku památek ze 16. na 18. století (Pařížský pantheon v roce 1920). Po první světové válce armáda opouštěla mnoho objektů, které byly zařazovány mezi historické památky. Zákon z 2. května 1930, který nahradil starší normu z roku 1906, zavedl ochrannou zónu kolem památky. Zákon ze dne 25. února 1943, kterým se měnil zákon ze 31. prosince 1913, upřesnil tento předpis zavedením tzv. zorného pole (champ de visibilité) o rozsahu 500 m. To znamená, že na krajinu i každý objekt v tomto okruhu kolem památky se také vztahují zvláštní předpisy, zejména pokud jde o přestavby a nebo demolice. Zákon stanoví, že do Champ de visibilité patří každá nemovitost, která je viditelná spolu s památkou z dálky a leží od ní do 500 metrů.
Po druhé světové válce se mezi historické památky začaly zařazovat i objekty lidové architektury a stavby 19. a 20. století, takže byly registrovány např. Eiffelova věž (1964), pavilón Pařížské tržnice nebo Le Corbusierův obytný dům v Marseille. Na přelomu 80. a 90. let přibyly i průmyslové stavby a také majáky nebo lodě.

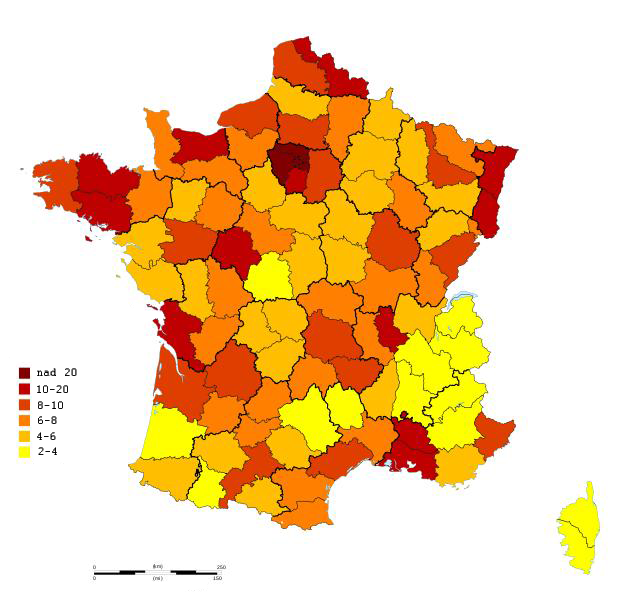
Hustota historických památek ve Francii podle departementů na 100 km^{2}

## Statistika
K 31. prosinci 2007 bylo evidováno 42 967 památek: 14 344 jich bylo zařazeno mezi historické památky a 28 623 zapsáno na dodatečný seznam.
Poměr podle doby vzniku činí 3,7 % prehistorických, 1,7 % antických, 32,8 % středověkých, 45,4 % moderních a 16,4 % současných. Třetinu historických památek tvoří architektura, 29,6 % jsou církevní stavby a téměř polovina (49,4 %) je v soukromém vlastnictví.

## Typy ochrany
Existují dva stupně ochrany:
- Bezprostřední označení za monument historique (přísnější) (tzv. „památka je zařazena“ či „klasifikována“)
- Zápis na dodatečný seznam (inventaire supplémentaire) historických památek („památka je zapsána“)

Rozdíl mezi těmito dvěma úrovněmi ochrany spočívá především v přísnosti ochrany a možnostech výhod, které mají majitelé zařazených historických památek (dotace, daňové pobídky apod.), zatímco majitelé zapsaných památek mají větší svobodu v rozhodování, např. při výběru architekta.

## Průběh klasifikace
Zařazení mezi historické památky nebo zapsání na seznam se řídí článkem II zákoníku Code du patrimoine, který byl upraven 25. února 1943.
Návrh na zařazení do ochrany může podat kdokoliv – orgány veřejné moci, jakož i soukromé osoby a samozřejmě také vlastníci. Při zařazení mezi památky a kontrole dodržování pravidel u zapsaných objektů je významným orgánem organizace Architectes des Bâtiments de France (ABF) (Stavební architekti ve Francii). Podklady k zařazení obvykle připravuje Direction départementale des affaires culturelles (DRAC) (Obvodní ředitelství pro kulturní záležitosti).
Složka s dokumentací obsahuje podrobné informace o stavbě (historie, polohu ve městě, právní skutečnosti) a rovněž fotografie a plány. Vytvořená dokumentace je předložena k vyjádření Commission régionale du patrimoine historique, archéologique et ethnologique (COREPHAE) (Regionální komise historického, archeologického a etnologického dědictví), kterou tvoří 30 osob a předsedu místní prefekt. Prefekt vypracuje nařízení k zapsání objektu do seznamu a předá dokumentaci ministerstvu kultury.
Zdejší Commission supérieure des monuments historiques (Vyšší komise historických památek) má dvě možnosti: navrhnout zařazení objektu mezi historické památky, nebo zapsání do dodatečného seznamu památek. Konečné rozhodnutí o zařazení objektu mezi historické památky vydává ministr kultury pouze se souhlasem vlastníka nemovitosti, kdežto pro zapsání do dodatečného seznamu takový souhlas v není nutný.

## Důsledky klasifikace
- Při každé změně musí vlastník čtyři měsíce před vlastními pracemi zaslat prefektovi žádost s podrobnými informacemi o plánovaných pracích.
- Budova nesmí být stržena ani přesunuta a to ani v celku nebo jen částečně.
- Nesmí být prodána, zděděna, odkázána atd., aniž by o tom byl předem informován ministr kultury.
- Přestavby nemohou být realizovány bez souhlasu ministra.

Práce k udržení budovy, její opravy a renovace mohou být finančně podpořeny státem, což nevylučuje podporu i z jiných zdrojů. Schválené práce na zapsané památce budově probíhají za účasti architektů a dodavatelů podle výběru majitele. Podpora státu je omezena na 40 procent celkových nákladů.
Schválené práce na historických památkách dozorují správní orgány. Při finanční podpoře státu je povinný dozor architekta, který je obeznámen s historickými budovami v daném regionu. Nová výstavba, rekonstrukce a demolice budov v Champ de visibilité vyžadují předchozí schválení ABF.

## Galerie

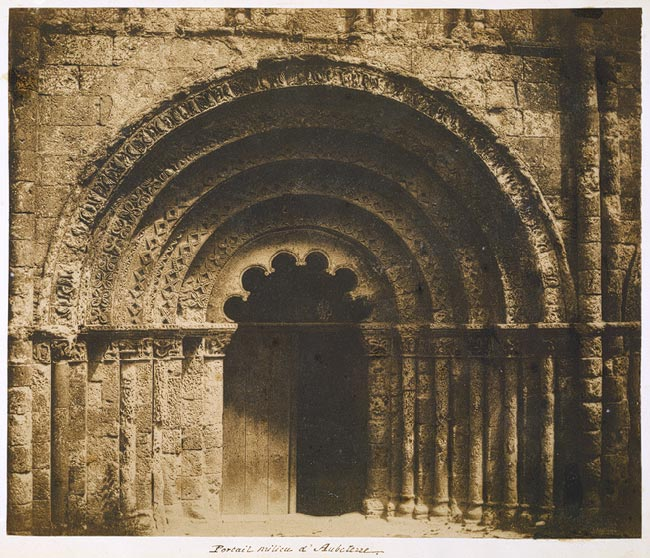
Gustave Le Gray: Portál kostela v Aubeterre, 1851
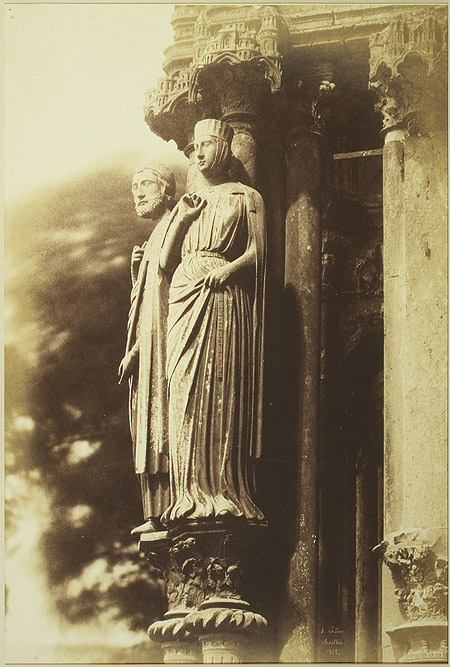
Henri Le Secq: Sochy ze severního portálu katedrály v Chartres
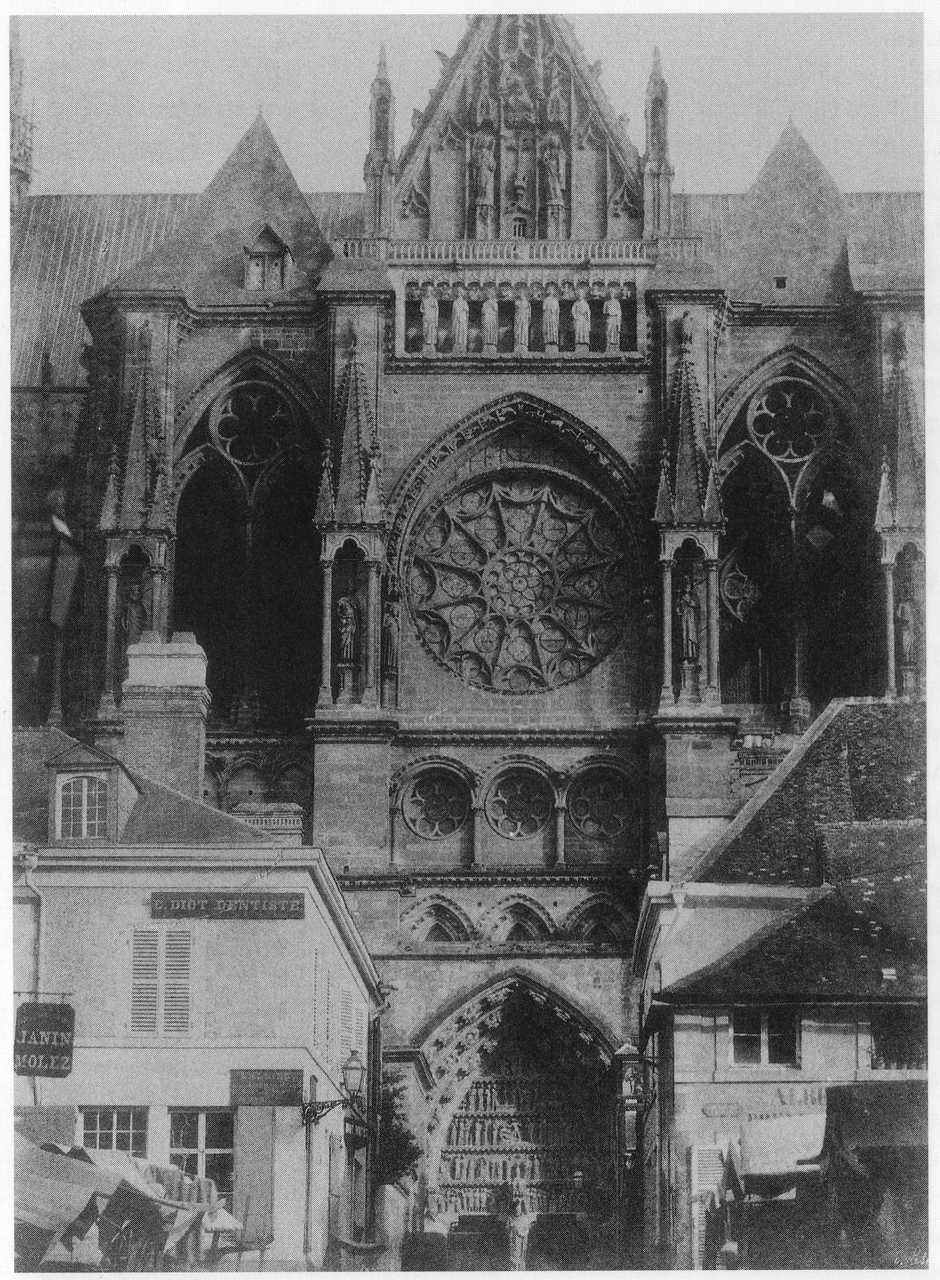
Le Secq: Katedrála v Remeši, 1851
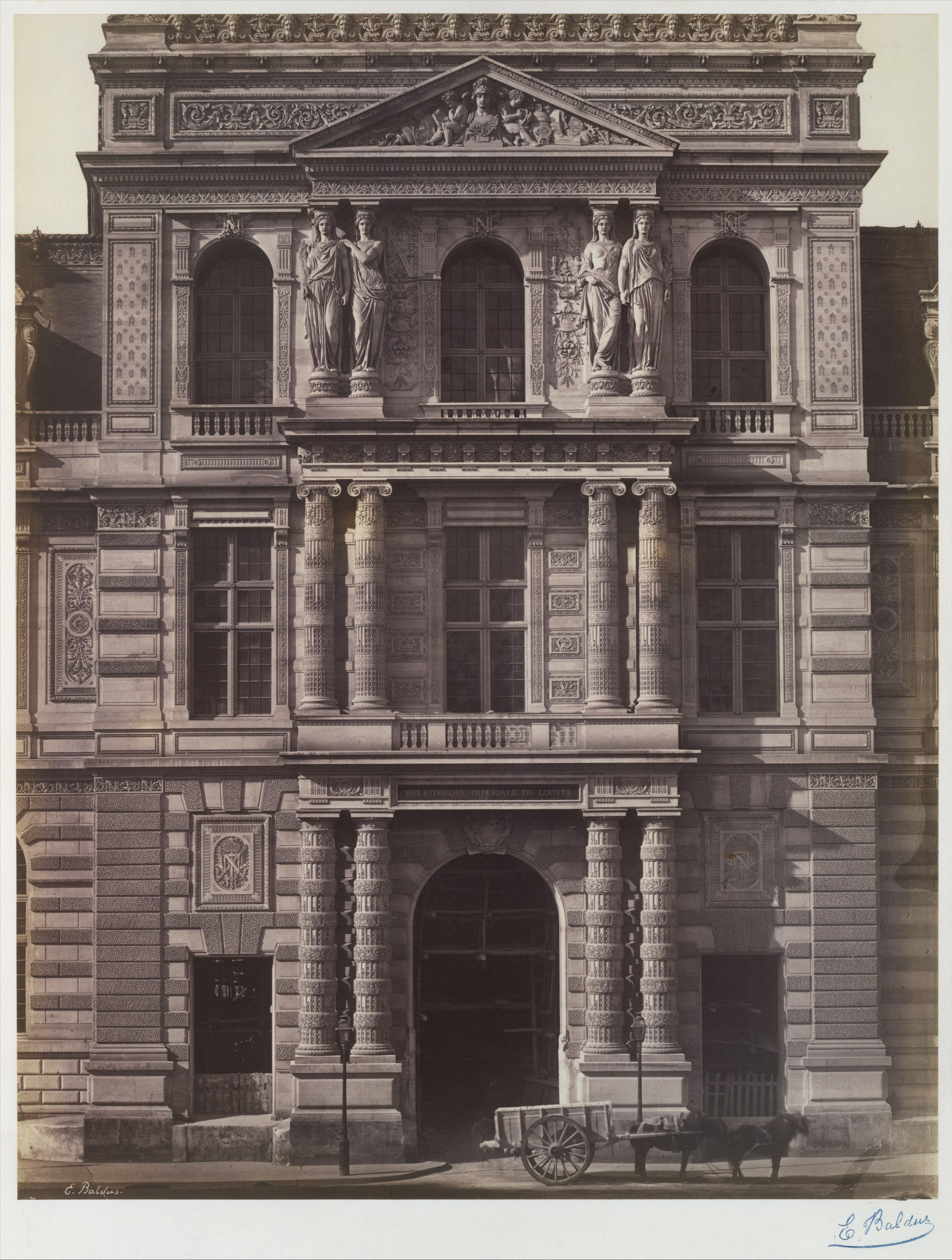
Édouard Baldus: Královská knihovna v Louvru
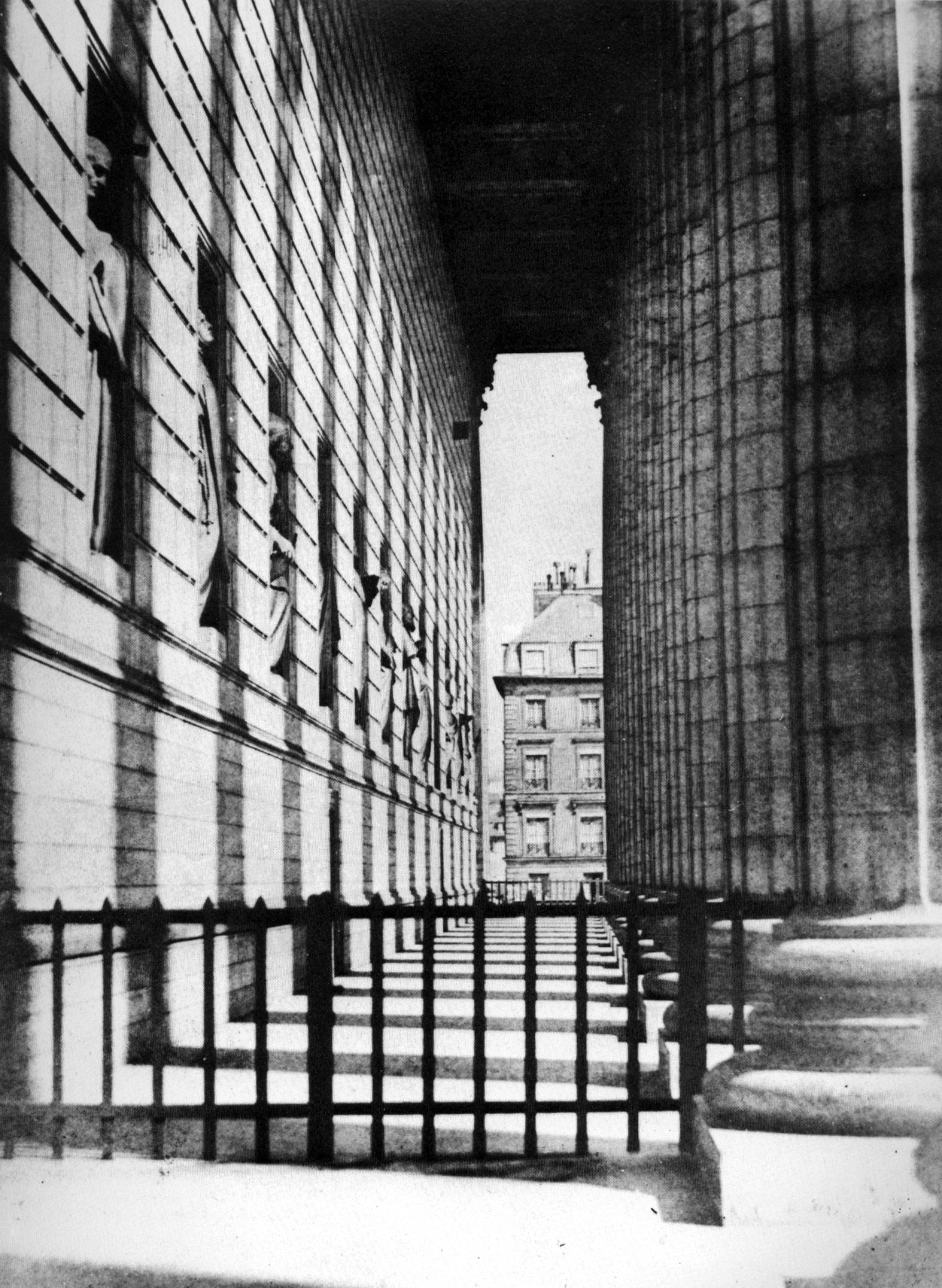
Hippolyte Bayard: La Madeleine, Paříž, cca 1845, ze sbírky Société héliographique